# Poppo de Aquilea
Poppo de Treffen (también llamado Wolfgang) fue el quincuagésimo séptimo patriarca de Aquilea de 1019 a 1045.
En 1020, Poppo comandó el más pequeño de los tres ejércitos que el Emperador Enrique II (que lo había nombrado patriarca) condujo a través de Italia. Poppo rodeó los Apeninos y se unió al resto de las tropas para sitiar Troia, una fortaleza que había sido edificada por el catapán bizantino Basilio Boiannes. El sitio concluyó en.
En 1027, Poppo entró y saqueó Grado, el Patriarcado rival del norte de Italia. El reinado de Poppo vio la victoria final del Patriarcado de Aquilea. El 6 De Abril, el Papa Juan XIX celebró en Letrán un sínodo en el que se fallaba a favor de Aquilea, otorgando a su obispo la dignidad patriarcal y poniendo al obispo de Grado bajo su jurisdicción. El patriarca tuvo prioridad sobre todos los obispos italianos, de hecho. Sin embargo, en 1029, Juan revocó su decisión y reafirmó todas las dignidades de Grado.
Poppo más tarde consagró la nueva gran catedral en Aquilea consagrada a la Virgen María el 13 de julio de 1031.

## Muerte
En 1044, Poppo volvió a saquear Grado, pero fue capturado por el Dux de Venecia, Domenico I Contarini. Fue entonces enterrado hasta el cuello, y ordenó a sus hombres hacer guardia hasta que Poppo murió de exposición e inanición.